# Sarah Hildebrandt
Sarah Ann Hildebrandt (ur. 23 września 1993) – amerykańska zapaśniczka. Złota medalistka olimpijska z Paryża 2024 w kategorii 50 kg i brązowa z Tokio 2020 w tej samej wadze. Wicemistrzyni świata w 2018 i 2021; trzecia w 2022 i 2023 roku. 
Mistrzyni igrzysk panamerykańskich w 2019. Złota medalistka mistrzostw panamerykańskich w 2013, 2015, 2018, 2019, 2021, 2022 i 2023. Druga w Pucharze Świata 2019; czwarta w 2017 i 2018. Ósma na Uniwersjadzie w 2013, jako zawodniczka King University w Bristol.